# Der Pakt (2006)
Der Pakt (Originaltitel: The Covenant) ist ein US-amerikanischer Film des Regisseurs Renny Harlin, gedreht im Jahr 2006.
Das Budget des Films belief sich auf ca. 20 Millionen US-Dollar. Er lief in den USA am 8. September 2006 an und spielte dort ca. 23 Millionen US-Dollar ein. Der Kinostart in Deutschland war am 21. Dezember 2006.

## Handlung
Im Jahr 1692 leben in der so genannten Ipswich-Kolonie in Massachusetts fünf Familien, die über magische Kräfte verfügen. Die Kräfte werden jeweils an den ältesten Sohn vererbt, der mit 13 Jahren erstmals die Kräfte nutzen kann und mit 18 Jahren aufsteigt und von da an die vollen Kräfte besitzt. Mit den Kräften ist so ziemlich alles möglich: schweben, zerstörte Scheiben reparieren, Menschen durch den Raum schleudern etc. Der Haken ist: Die Anwendung der Kräfte macht süchtig und je mehr man sie benutzt, umso schneller altert man. Die fünf Familien schließen daher einen Pakt: Die Kräfte sollen nicht missbraucht, - und niemandem davon berichtet werden.
Die Eliteschule Spencer Academy in Ipswich im Jahr 2006: Eine der Familien hat die Hexenverbrennungen von Ipswich seinerzeit nicht überlebt. Die vier Söhne der verbliebenen Familien, Caleb Danvers, Reid Garwin, Tyler Simms und Pogue Parry besuchen eben jene Schule. 
Auf einer Party lernen die vier Freunde, die wie Brüder sind, ihren neuen Mitschüler Chase Collins sowie die neue Mitschülerin Sarah Wenham kennen, in die sich Caleb bald verliebt. Reid setzt seine Kräfte des Öfteren heimlich ein, womit er Caleb gegen sich aufbringt, da sie dadurch alle auffliegen könnten. Nachdem ein Mitschüler tot gefunden wird und Caleb fühlt, dass jemand die Kräfte einsetzt, verdächtigt er Reid, dafür verantwortlich zu sein, doch Reid beteuert seine Unschuld, was zu einer mit den Kräften geführten Schlägerei zwischen ihnen führt. Caleb ist sich sicher, dass Reid der Mörder sein muss, da Pogue es nicht war und Tyler nicht den Mumm hat, Caleb zu belügen. Des Weiteren hat Caleb noch weitere Probleme. Sein 18ter Geburtstag steht kurz bevor und er wird bald aufsteigen. Seine Kräfte werden dann um das tausendfache stärker und sehr verführerisch werden. Seine alkoholkranke Mutter befürchtet, dass er süchtig werden könnte wie auch einst sein Vater. Caleb versucht, seiner Mutter klarzumachen, dass er nicht so ist wie sein Vater, doch das beruhigt sie gar nicht, da sein Vater damals dieselbe Einstellung hatte. Hinzu kommt, dass sein Vater trotz seiner 44 Jahre durch die übermäßige Anwendung seiner Kräfte massiv gealtert ist, weshalb Caleb ihm oft seine Medikamente besorgen muss. In dieser Zeit kommt er Sarah, die sich für ihn interessiert, sehr nah und beide kommen zusammen. Nach diversen weiteren beunruhigenden Vorkommnissen entdeckt Caleb bei einem Wettschwimmen gegen Chase, dass dieser ebenfalls solche Kräfte hat und diese auch einsetzt. Caleb erzählt Pogue von seiner Entdeckung und beide brechen ins Verwaltungsgebäude ein, um mehr über Chase zu erfahren. Sie finden heraus, dass Chase mit richtigem Namen Chase Goodwin Pope heißt und aus einer Adoptivfamilie kommt, welche an seinem achtzehnten Geburtstag, also dem Tag seines Aufstiegs, starb. Daraufhin erinnert sich Caleb an Goodie Pope, eine Person, welche im „Buch der Verdammnis“ erwähnt wurde. Pogue ruft Reid und Tyler an und diese kommen herbei. Mithilfe des besagten Buches finden sie folgendes heraus: Goodie Pope war eine der Personen, die während der Hexenprozesse von Salem Anschuldigungen gegen John Putnam, das Oberhaupt der ausgestorben geglaubten fünften Familie und dessen Familie erhoben hatten. Ihr Sohn Hagen Pope war mehr als zehn Monate nach dem Tod ihres Mannes geboren worden. John Putnam war ihr als Dämon im Traum erschienen und somit muss Hagen Pope Putnams uneheliches Kind gewesen sein. Chase ist somit der Nachkomme eines unehelichen Kindes der fünften Familie und einer von ihnen.
Chase belegt Kate, Pogues Freundin, mit dem Fluch „Die Schöpfung“, worauf sie aufgrund zahlreicher Spinnenbisse einen anaphylaktischen Schock erleidet und ins Krankenhaus kommt. Als Pogue ihr helfen will, wird er selbst von Chase schwer verletzt, um als Köder für Caleb herzuhalten. Er offenbart Caleb, was er will: Da er süchtig nach der Anwendung der Kräfte ist und deshalb zu altern droht, möchte er, dass Caleb ihm am Tag, an dem dieser aufsteigt, seine Kräfte überlässt – Caleb würde dabei sterben. Hinzu kommt, dass Chases leiblicher Vater ihm verbotenerweise dessen Kräfte übertragen hat, was ihn extrem stark macht. Caleb weiht Sarah ein und erklärt ihr alles bezüglich der Kräfte. Des Weiteren stellt er sie seinem Vater vor. Am Tag vor seinem Geburtstag soll Caleb um 23:12 Uhr bei einer Scheune der Ipswich-Kolonie erscheinen, Chase erwartet ihn dort. Da ein Kampf aufgrund von Chase enormen Kräften aussichtslos erscheint, wollen Reid und Tyler Caleb helfen und seine Mutter die anderen Familien informieren, doch Caleb lehnt dies ab, da Chase alle töten würde. Stattdessen begleiten Reid und Tyler Sarah auf das Herbstfest und passen auf, um sicher zu gehen, dass Chase, der auch den Schüler getötet hat, sie nicht entführt. Genau das gelingt ihm jedoch. Er benutzt Sarah als Druckmittel gegen Caleb. Zwischen den beiden entbrennt ein harter Kampf, bei dem Chase Caleb jedoch weit überlegen ist und diesen verhöhnt. Um Mitternacht steigt Caleb auf und kann seinem Gegner langsam Kontra bieten, ist ihm aber immer noch unterlegen. Calebs Mutter überredet nun seinen Vater, seinem Sohn seine Kräfte zu überlassen, was dieser dann auch tut. Nun ist Caleb Chase ebenbürtig, dreht den Spieß um und besiegt ihn, wobei die Scheune gesprengt wird. Danach holt er Sarah aus den Flammen. Als die Feuerwehr jedoch am nächsten Tag keine Leiche findet, ist dies ein Zeichen, dass Chase überlebt haben könnte. Der sichtlich gealterte Caleb repariert mit seinen Kräften die kaputte Windschutzscheibe seines Autos und fährt mit Sarah davon. Pogue und Kate erholen sich offenbar auch wieder.

## Kritiken
„Diese Mischung aus Fantasy-Nonsens und Teenagercliquenfilm hat noch nicht einmal tolle Bilder, geschweige denn nennenswerte Darsteller. Alles wirkt zusammengeklaut und krude gemischt, Hauptsache die Teenies sehen sexy aus. Regisseur Renny Harlin hat schon viel bessere Filme gedreht – doch das ist lange her.“

„Belangloses Pop-Märchen im MTV-Look, das weder seiner Geschichte noch seinen Figuren auch nur ansatzweise Interesse entgegenbringt.“

„Eine blöde Story, pillepalle umgesetzt. Interessant ist einzig die Frage, warum Renny Harlin seine gestählten, selten vollständig bekleideten Darsteller so grotesk lüstern in Szene gesetzt hat. Bereitet er sich am Ende gar nicht auf TV-Serien, sondern auf die Regie von Werbespots für Duschgel vor?“